# Tom Curry
Thomas Micheal Curry (Hounslow, 16 giugno 1998) è un rugbista a 15 internazionale per l'Inghilterra, che gioca nel ruolo di terza linea ala nei Sale Sharks.

## Biografia
Curry si formò rugbisticamente nelle giovanili dei Sale Sharks, club con il quale esordì in prima quadra nella partita di Champions Cup 2016-17 contro gli Scarlets diventando così il più giovane debuttante della compagine nella massima competizione europea. Quindici giorni dopo ottenne la sua prima presenza nell'English Premiership contro il Bristol; nell'occasione segnò una meta che lo rese il terzo più giovane marcatore di sempre nella storia della competizione. Al termine della stagione 2016-2017 fu nominato, insieme al fratello Ben, miglior giocatore giovane della squadra.
Curry rappresentò la nazionale inglese giovanile durante il Sei Nazioni under-20 del 2017, dove ottenne il Grande Slam. Nell'aprile dello stesso anno il commissario tecnico dell'Inghilterra Eddie Jones lo incluse nei convocati per il tour estivo contro l'Argentina. Disputò la sua prima partita, non valida come presenza internazionale, contro i Barbarians venendo anche nominato "man of the match". Il suo esordio ufficiale con la nazionale avvenne nel primo incontro del tour estivo e lo rese il sesto più giovane debuttante con l'Inghilterra ed il primo di sempre per età nella posizione di terza linea ala. Dopo che un infortunio al polso gli fece saltare il resto della stagione internazionale, ritornò in occasione del tour dell'estate 2018, nel quale giocò tutti e tre gli incontri contro il Sudafrica. La sessione di amichevoli autunnali dello stesso anno lo vide impegnato solo in un'unica sfida, sempre contro la nazionale africana. Giocò da titolare tutte le partite del Sei Nazioni 2019 segnando anche due mete.